# Caldanatus
Caldanatus is een geslacht van hooiwagens uit de familie Gonyleptidae.
De wetenschappelijke naam Caldanatus is voor het eerst geldig gepubliceerd door Roewer in 1943. 

## Soorten
Caldanatus is monotypisch en omvat slechts de volgende soort:
- Caldanatus marginalis